# Důl Gabriela
Důl Gabriela v Karviné je od roku 2004 uzavřený černouhelný hlubinný důl. Během své historie se jmenoval i UNRRA či Mír. Důl Gabriela je kulturní památkou České republiky.
V budoucnu by z areálu bývalého dolu mělo vzniknout kulturní centrum s názvem "POHO Park" které nabídne informace, prostory pro k pořádání nejrůznějších akcí a zázemí pro odpočinek i vzdělání. Celý projekt nové centra tzv. "Pohornické krajiny" je vyčíslen na 500 milionů korun a měl by být financován z Operačního programu "Spravedlivá transformace" 

## Historie

### Založení dolu
V oblasti dolu byly v roce 1852 provedeny první zkušební vrty, na základě kterých bylo rozhodnuto o výstavbě dolu. V hloubce 104 m byla navrtána sloj o mocnosti 79 cm. Důlní licence byla získána v roce 1854 a v tomto roce byl také důl založen. Vlastnictví dolu bylo rozděleno mezi Františka Handwerka (25 %) a hraběte Žerotína (75 %). Důl byl pojmenován podle hraběnky Gabriele Žerotínové. 16. ledna 1856 došlo k výbuchu důlních plynů, které usmrtily 17 lidí. V roce 1859 došlo k důlnímu požáru, který poškodil dřevěné vybavení v dole i na povrchu. Jelikož stávající majitelé neměli prostředky na opravy, byl důl opuštěn a v roce 1862 prodán arcivévodovi Albrechtovi.

### 1862-1945
Po prodeji dolu Arcivévodovi Albrecht došlo k obnovení těžby, v roce 1865 přesáhla těžba na dolu 10.000 tun uhlí. V letech 1870–1871 došlo k zbudování jam číslo 1 a číslo 2, v roce 1872 byla vybudována vlečka, která důl spojila s Košicko-bohumínskou dráhou. V 90. letech došlo k vybudování nové úpravny a v roce 1899 byl použit první elektrický stroj – Rateaův ventilátor. V roce 1902 došlo k důlní havárii, při které zemřelo 7 horníků. V roce 1906 byl důl prodán Báňské a hutní společnosti. Ve vlastnictví této společnosti došlo k mnoha modernizačním investicím, jak na povrchu dolu, tak i v systému těžby. Ve vlastnictví této společnosti došlo například také k úpravě těžních věží, které dosáhly výšky 35 metrů.
Během první světové války vystoupala poptávka po uhlí a taktéž na dole Gabriela se výrazně zvýšila těžba uhlí. V roce 1917 došlo k rekordní roční těžbě – 717 400 tun uhlí. Vzhledem k životním podmínkám v této době však docházelo i ke stávkám a protestům horníků.

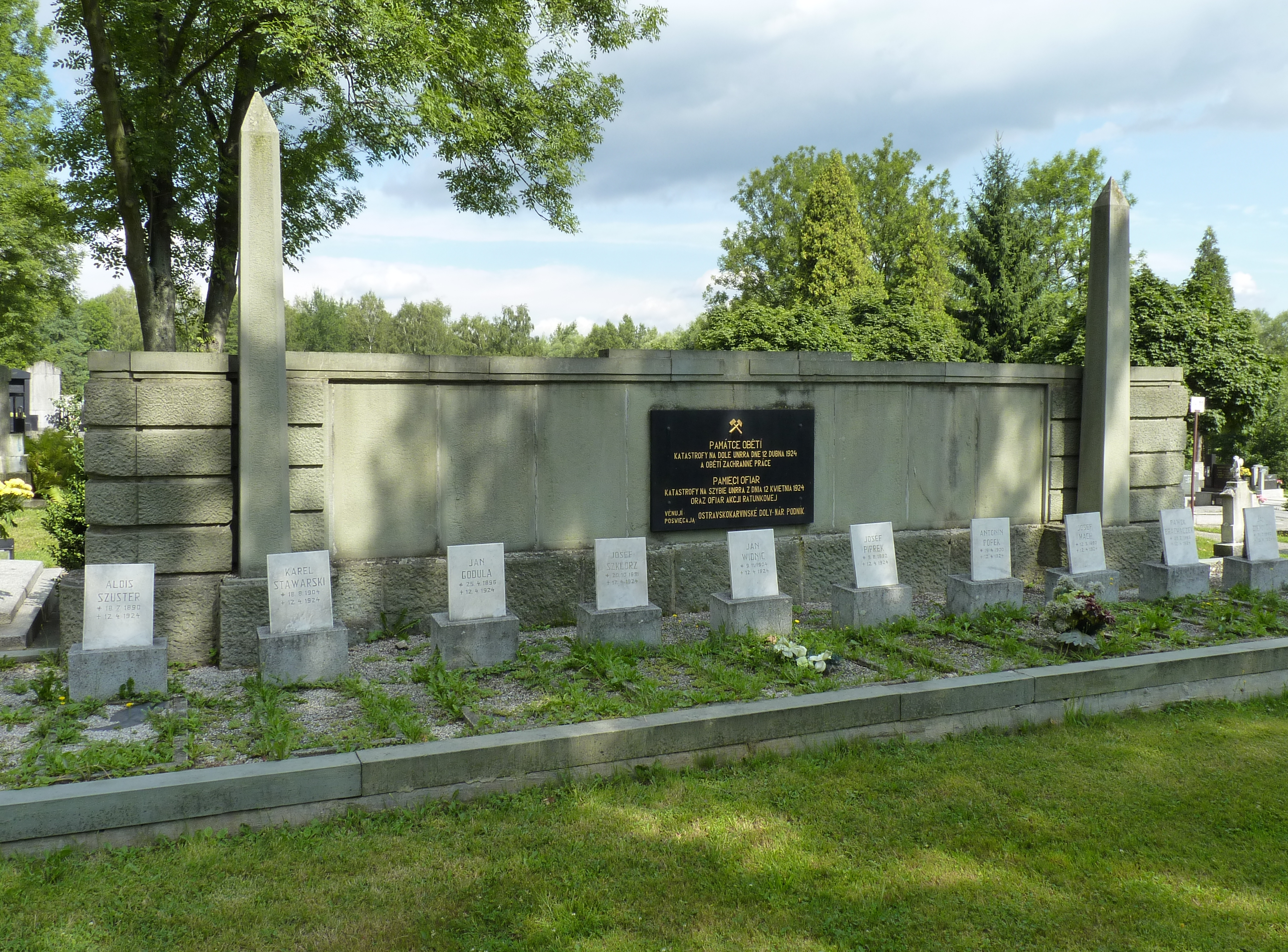
Památník obětí výbuchu v roce 1924

11. dubna 1924 vypukl ve sloji 29 východního pole požár, který byl zlikvidován uzavřením zasažené oblasti. Následujícího dne ovšem došlo k výbuchu, který usmrtil 15 horníků, kteří pracovali na zesílení hrází proti požáru. 13. dubna došlo k dalšímu výbuchu, který dosáhl až na povrch a musely být uzavřeny všechny jámy. K opravám došlo až 17. července 1924, přičemž úrovně těžby před havárii bylo dosaženo až v roce 1927.
Během druhé světové války (1. 9. 1939 – 9. 5. 1945) vytěžil důl celkem 5 012 000 tun uhlí. I v této době docházelo k zavádění novinek, například hřeblový dopravník Westfalia či turbokompresor Demag.

### Vývoj po roce 1945
2. března 1947 došlo k přejmenování dolu na UNRRA. V roce 1947 měl důl problém plnit plán prvního roku dvouletky, splnil pouze na 90,38 %, v roce 1948 byl plán splněn na 96,26 %. V roce 1950 došlo k přejmenování dolu na důl Mír. 1. dubna 1958 došlo ke spojení dolu Mír s dolem 1. máj (který byl tvořen dolem Hohenneger a dolem Barbora. Dnešní Důl Darkov stojí na místě bývalé větrní jámy Mír 4, která sloužila k odvětrání tzv. „Stonavského pole” Dolu Mír. Ta byla vyhloubena již v roce 1949, když bylo rozhodnuto o posunutí dobývacího prostoru dolu Mír (Gabriela) pod místní část Karviné-Solcu, včetně parku se zámkem rodiny Larischů. V roce 1972 začala investiční výstavba nového závodu Darkov. Od 1. 1. 1993 došlo ke spojení závodů Darkov a Mír.

Po roce 1989 docházelo v celém hornictví k restrukturalizaci a útlumu těžby uhlí. V této souvislosti byl uzavřen bývalý důl Barbora a v roce 2004 taktéž důl Gabriela. Těžba z tohoto dolu byla převedena na důl Darkov.

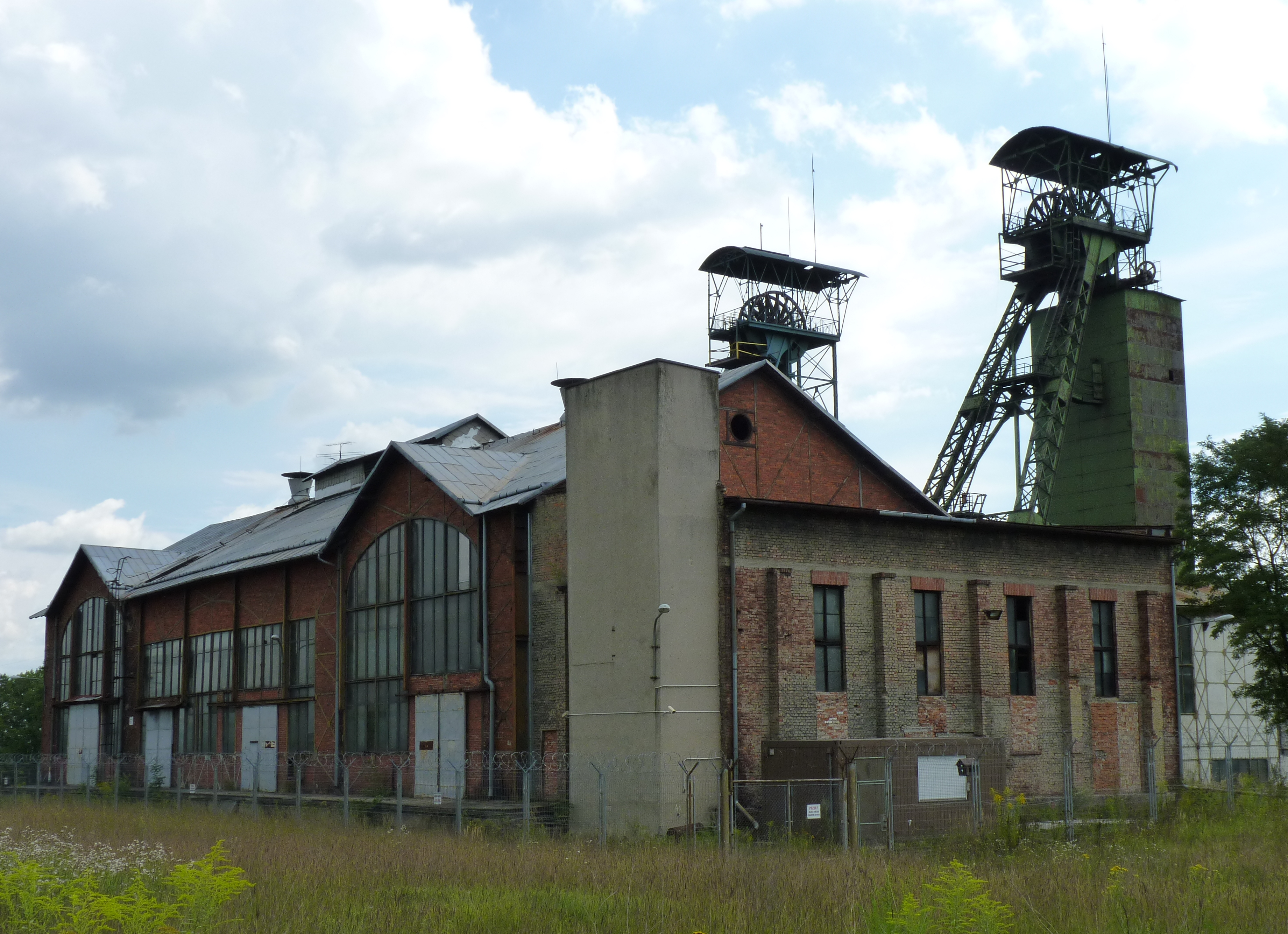
Areál bývalého dolu Gabriela

## Statistiky
Počet zaměstnanců
| rok  | počet zaměstnanců |
| ---- | ----------------- |
| 1890 | 1460              |
| 1910 | 1618              |
| 1930 | 1299              |

Roční těžba uhlí
| rok  | roční těžba v tunách |
| ---- | -------------------- |
| 1865 | 10 000               |
| 1878 | 100 000              |
| 1886 | 200 000              |
| 1908 | 300 000              |
| 1912 | 400 000              |
| 1917 | 717 400              |
| 1930 | 600 000              |
| 1985 | 1 150 000            |

Vedoucí závodu a ředitelé
| období         | vedoucí závodu/ředitel   | zdroj |
| ?1872          | Handwerk                 |       |
| 1872–1884      | Fallaux                  |       |
| 1884–1903      | Ing. E. Pfogl            |       |
| 1903–1906      | Ing. Kovalčík            |       |
| 1906–1913      | Ing. G. Hertel           |       |
| 1913–1934      | Ing. Josef Karkoschka    |       |
| 1934–1938      | Ing. E. Müller           |       |
| 1938–1945      | němečtí vedoucí dolu     |       |
| 1945–1946      | Ing. Alois Radvan        | [ 4 ] |
| 1946–1948      | Ing. Karel Novotný       | [ 4 ] |
| 1948?–1951     | Ing. Jaroslav Bartoš     | [ 4 ] |
| 1951–1958      | Rudolf Tomoš             | [ 4 ] |
| 1958–1962      | Ing. Ferdinand Filipczyk | [ 4 ] |
| 1963–1967      | Ing. František Pavlonka  | [ 4 ] |
| 1968–1972      | Ing. VI. Pastucha        | [ 4 ] |
| 1972–1979      | Ing. Karel Chrápek       | [ 4 ] |
| 1979–1980      | Ing. Josef Rohel         | [ 4 ] |
| 1981–1986      | Ing. Oldřich Polanský    | [ 4 ] |
| 1986–1987      | Ing. Oldřich Káňa        | [ 4 ] |
| 1987–1989      | Ing. Rudolf Gaál         | [ 4 ] |
| 1989–1990      | Ing. Michal Kuča         | [ 4 ] |
| 1990–1991      | Ing. Bronislav Batorek   | [ 4 ] |
| 1991–1992      | Ing. Zdeněk Mikš         | [ 4 ] |
| Provoz ukončen |                          |       |